# محطة قطار بيرشوود
محطة قطار بيرشوود (بالإنجليزية: Birchwood railway station)‏‏ هي محطة قطار  في المملكة المتحدة، تُشغلها قطارات إيست ميدلاند. افتُتحت هذه المحطة في يوليو 1981، ويبلغ عدد مسارات أرصفتها 2.